# S/S Imperator
Se också S/S Imperator (1897)
S/S Imperator (Steam Ship Imperator) var en oceanångare som ursprungligen ägdes av det tyska rederiet Hapag (Hamburg-Amerika-linjen). Imperator byggdes på AG Vulcans varv i Hamburg och sjösattes den 23 maj 1912. Hon var det första av tre snarlika passagerarfartyg i Imperator-klass, och det första passagerarfartyget i världen att överträffa White Stars Lines berömda Olympic och Titanic i storlek. Åren 1913-14 gick Imperator på Atlantrutten Hamburg-New York. Hennes karriär kom emellertid att bli kortlivad på grund av första världskrigets utbrott. Efter krigsslutet 1918 överlämnades fartyget som krigsskadestånd till Storbritannien och skänktes till Cunard Line, som döpte om henne till Berengaria. Under mellankrigstiden var hon ett av Cunards mest populära passagerarfartyg. Den ekonomiska krisen under 1930-talet drabbade dock den transatlantiska passagerartrafiken hårt. 1938 togs därför beslutet att sälja fartyget till en skrotfirma i Jarrow.

## Kuriosa

### Kejsarörnen
Ett utmärkande särdrag hos Imperator, som skilde henne från andra oceanångare vid samma tid, var den stora galjonsbild i form av en tre meter lång och sexton meter bred bronsörn som prydde fartygets förstäv. Örnen skadades dock så svårt under en storm att den behövdes tas bort.

### Ivar Kreugers resa 1922
En höstdag 1922 steg den då 42-årige svenske affärsmannen Ivar Kreuger ombord på Berengaria i Southampton. Fartyget var på väg till USA och Kreugers plan var att göra ett stort intryck på passagerarna, som ett led i marknadsföringskampanjen av sig själv och för att därigenom främja sin karriär som affärsman.[källa behövs]

## Bildgalleri

Imperators galjonsfigur efter att ha tappat vingarna under en storm.
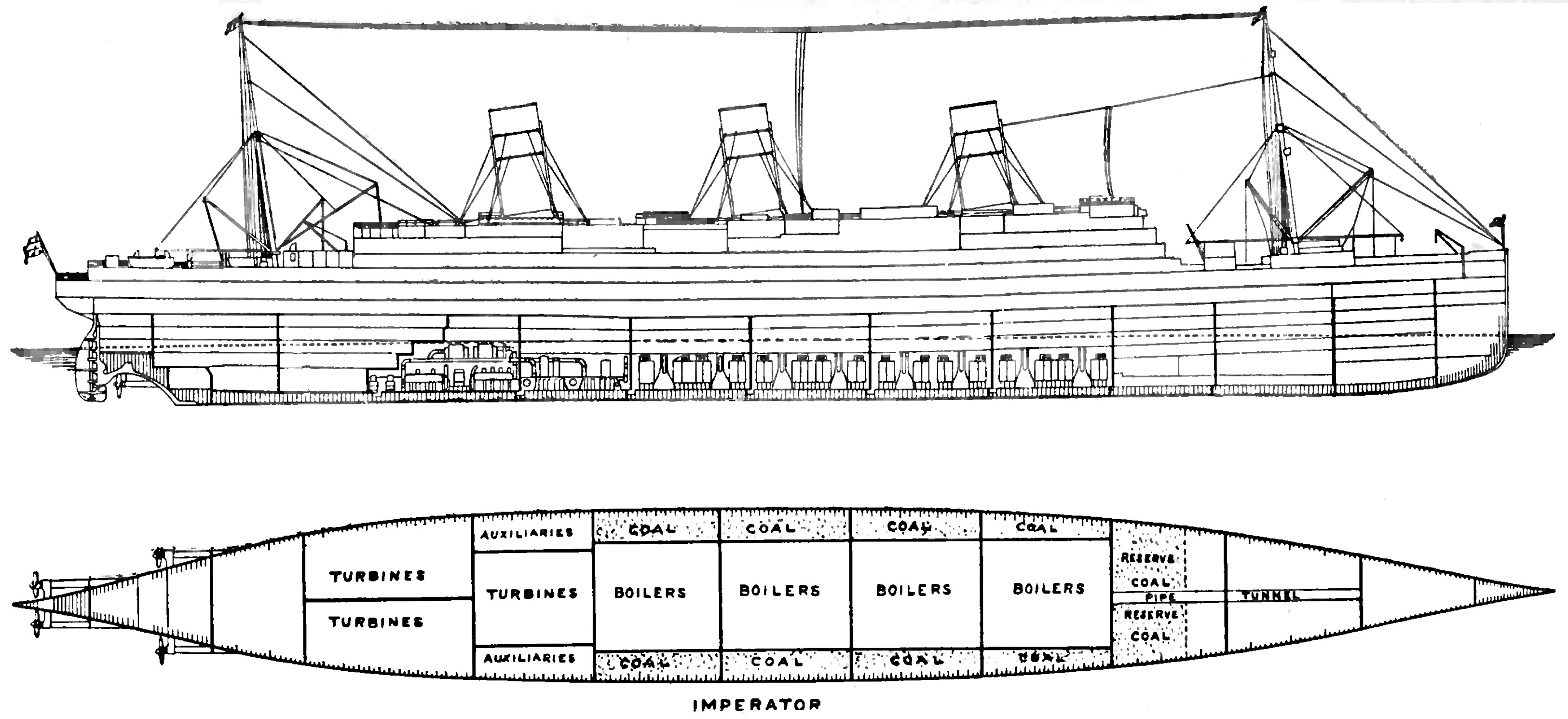
Ritning över Imperator som visar däckens nivåer.